# Mihai Levente
Mihai Levente (* 20. Juni 1915 in Lipnița, Kreis Constanța; † 1976 in Bukarest) war ein rumänischer Politiker der Rumänischen Kommunistischen Partei PCR (Partidul Comunist Român) und Diplomat, der unter anderem zwischen 1962 und 1968 Minister für Binnenhandel und von 1972 bis zu seinem Tode 1976 Botschafter im Libanon sowie zugleich zwischen 1973 und 1976 Botschafter in Kuwait und Botschafter im Haschemitischen Königreich Jordanien war.

## Leben
Mihai Levente absolvierte ein Studium der Literaturwissenschaft und Philosophie, welches er mit einem Lizenziat beendete. Nach einem Studium der Wirtschaftswissenschaften erwarb er einen Doktortitel. Während seines Studiums war er zwischen 1936 und 1938 Mitglied der Demokratischen Studentenfront (Frontul Studenților Democrați) und engagierte sich zwischen 1936 und 1947 als Mitglied für die Rote Hilfe (Ajutorul Roși). 1939 wurde er Mitglied der damaligen Kommunistischen Partei Rumäniens PCdR (Partidul Comunist din Romania) und begann seine berufliche Laufbahn 1941 als Oberreferent im Zentralinstitut für Statistik. Er wurde zwischen 1942 und 1943 vom Zentralinstitut für Statistik für die Volkszählung der Moldauer und für die Erstellung monografischer Skizzen und Studien über Kollektivwirtschaften in die Sowjetunion entsandt und engagierte sich danach von 1943 bis 1945 als Mitglied der Bewegung Apărării Patriotice und wurde 1944 Generalsekretär der Union der Patrioten (Uniunea Patrioților). Danach war er Instrukteur und Verantwortlicher für Agitation und Propaganda im Zentralrat der kommunistischen Jugendorganisation UTCdR (Uniunea Tineretului Comunist din Romania) sowie zwischen dem 2. Juni 1945 und dem 18. Mai 1946 Generalsekretär der Polizeipräfektur der Hauptstadt Bukarest. Im Anschluss wurde er nacheinander im April 1946 Generalsekretär des Ministeriums für Industrie und Handel, am 10. Juli 1946 Generalsekretär des Staatssekretariats für die Versorgung der Armee und der Zivilbevölkerung beim Präsidenten des Ministerrates, am 18. Dezember 1946 Generalsekretär im Kooperationsministerium, am 16. April 1947 Generalsekretär des Ministeriums für nationale Wirtschaft sowie schließlich am 13. Mai 1948 Generalsekretär des Landwirtschaftsministeriums. Am 30. Oktober 1951 wurde er Mitglied des Komitees für Hochschulbildung beim Ministerrat sowie am 4. April 1956 Generaldirektor der Zentralen Statistikdirektion (Direcția Central de Statistică). 1956 war er zudem zeitweise Rektor des Landwirtschaftsinstituts Bukarest, Stellvertretender Minister für Staatswirtschaft und Generaldirektor im Landwirtschaftsministerium. Auf dem Achten Parteitag der PMR (20. bis 26. Juni 1960) wurde er zunächst Kandidat des Zentralkomitees (ZK) der PMR und behielt diese Funktion bis zum Neunten Parteitag der PCR (19. bis 24. Juli 1965). 1961 wurde er ferner Mitglied der Großen Nationalversammlung (Marea Adunare Națională) und vertrat in dieser bis 1965 den Wahlkreis Nr. 35 Mihăilești in der Region Ploiești, von 1965 bis 1969 den ebenfalls in der Region Ploiești gelegenen Wahlkreis Nr. 27 Sinaia sowie zuletzt zwischen 1969 und 1973 den Wahlkreis Fetești im Kreis Ialomița.
Nach der Aufgliederung des bisherigen Handelsministeriums in einen Ministerium für Außenhandel und ein Ministerium für Binnenhandel übernahm Levente am 30. April 1962 im Kabinett Maurer I das Amt als Minister für Binnenhandel (Ministrul comerțului interior) und bekleidete dieses auch im Kabinett Maurer II (18. März bis 20. August 1965), im Kabinett Maurer III (21. August 1965 bis 8. Dezember 1967) sowie vom 8. Dezember 1967 bis zu seiner Ablösung durch Ion Pățan am 29. März 1968 auch im Kabinett Maurer IV. Er wurde auf dem Neunten Parteitag der PCR (19. bis 24. Juli 1965) erstmals zum Mitglied des ZK der PCR gewählt und gehörte diesem Gremium nach seinen Wiederwahlen auf dem Zehnten Parteitag der PCR (6. bis 12. August 1969) sowie dem Elften Parteitag der PCR (24. bis 27. November 1974) bis zu seinem Tode 1976 an. Nach seinem Ausscheiden aus der Regierung wurde er 1968 Direktor des Instituts für wirtschaftliche Forschung der Rumänischen Akademie sowie 1969 Sekretär des Nationalrates der Sozialistischen Einheitsfront FUS (Frontul Unității Socialiste), die in der Sozialistischen Republik Rumänien das größte Vertretungsorgan, das den organisatorischen Rahmen für die Vereinigung der politischen und sozialen Kräfte aller Massen- und öffentlichen Organisationen unter der Führung der PCR bildete. Zugleich war als Mitglied der Großen Nationalversammlung von 1969 bis 1973 Präsident der rumänischen Gruppe der Interparlamentarischen Union (IPU).
Zuletzt wurde Levente am 30. Oktober 1972 außerordentlicher und bevollmächtigter Botschafter im Libanon und verblieb auf diesem diplomatischen Posten in Beirut bis zu seinem Tode 1976. Zugleich war er zwischen dem 25. März 1973 und seinem Tode 1976 auch als Botschafter in Kuwait und Botschafter im Haschemitischen Königreich Jordanien akkreditiert.

### Ehrungen und Auszeichnungen
Für seine langjährigen Verdienste wurde Mihail Levente mehrfach ausgezeichnet und erhielt unter anderem 1965 den Stern der Volksrepublik Rumänien Zweiter Klasse (Ordinul Steaua Republicii Populare Române) sowie 1966 den Orden Tudor Vladimirescu Zweiter Klasse (Ordinul Tudor Vladimirescu).

## Veröffentlichung
- Cooperativa agricolă și strategia dezvoltării, Neuauflage 1978